# Саватије Соловецки
Саватије Соловецки (рус. Савватий Соловецкий) је монах и светитељ Руске православне цркве, оснивач Соловецког манастира.
Као млад се замонашио у Белојезерском кириловском манастиру. Касније се преселио у манастир на острву Валаам на језеру Ладога.
Одатле одлази на пусто и ненасељено Соловецко острво на Северном мору. Тамо је умро 27. септембра 1435. године.
Православна црква празнује светог Саватија 27. септембра по јулијанском календару.